# Stročín
Stročín é um município da Eslováquia, situado no distrito de Svidník, na região de Prešov. Tem 8,66 km² de área e sua população em 2018 foi estimada em 568 habitantes.

## Demografia
| Ano:        | 1994 | 2004    | 2014    | 2024   |
| ----------- | ---- | ------- | ------- | ------ |
| Broj ljudi: | 406  | 499     | 559     | 572    |
| Razlika:    |      | +22,90% | +12,02% | +2,32% |

| Ano:               | 2023 | 2024   |
| ------------------ | ---- | ------ |
| Número de pessoas: | 568  | 572    |
| Diferença:         |      | +0,70% |